# Max Kilman
Maximilian William Kilman (Chelsea, 1997. május 23. –) ukrán származású angol labdarúgó, a West Ham United védője.
Londonban született, a Fulham akadémiáján kezdte pályafutását, majd a Gillingham, a Welling United és a Maidenhead United játékosa is volt, illetve egy szezont játszott a nyolcadosztályban, a Marlow színeiben. 2018-ban szerződtette a Wolverhampton Wanderers, leginkább az utánpótlás csapatokat erősítette, mielőtt 2019-ben bemutatkozott volna a Premier League-ben, amivel 2008 óta az első játékos lett, aki negyedosztálynál alacsonyabb szintről közvetlenül a Premier League-ben kötött ki, Chris Smalling óta.
2024. július 6-án hétéves szerződést írt alá a West Ham United csapatával, amely 40 millió fontot fizetett érte a Wolverhampton csapatának.
A válogatottban is képviselte Angliát, de nem labdarúgásban, hanem futsalban.

## Statisztika
2023. május 28-i adatok alapján.
| Csapat                  | Szezon           | Bajnokság                        | Bajnokság | Bajnokság | Kupa | Kupa  | Ligakupa | Ligakupa | Egyéb | Egyéb | Összesen | Összesen |
| Csapat                  | Szezon           | Osztály                          | P.        | Gólok     | P.   | Gólok | P.       | Gólok    | P.    | Gólok | P.       | Gólok    |
| ----------------------- | ---------------- | -------------------------------- | --------- | --------- | ---- | ----- | -------- | -------- | ----- | ----- | -------- | -------- |
| Welling United          | 2014–2015        | Conference Premier               | 0         | 0         | 0    | 0     | —        | —        | 1     | 0     | 1        | 0        |
| Maidenhead United       | 2015–2016        | National League South            | 0         | 0         | 0    | 0     | —        | —        | 0     | 0     | 0        | 0        |
| Maidenhead United       | 2016–2017        | National League South            | 0         | 0         | 0    | 0     | —        | —        | 2     | 0     | 2        | 0        |
| Maidenhead United       | 2017–2018        | National League                  | 33        | 1         | 1    | 0     | —        | —        | 5     | 0     | 39       | 1        |
| Maidenhead United       | 2018–2019        | National League                  | 1         | 0         | 0    | 0     | —        | —        | 0     | 0     | 1        | 0        |
| Maidenhead United       | Összesen         | Összesen                         | 34        | 1         | 1    | 0     | 0        | 0        | 7     | 0     | 42       | 1        |
| Marlow (kölcsönben)     | 2016–2017        | Southern League Központi csoport | 30        | 2         | 0    | 0     | —        | —        | 0     | 0     | 30       | 2        |
| Wolverhampton Wanderers | 2018–2019        | Premier League                   | 1         | 0         | 0    | 0     | 0        | 0        | —     | —     | 1        | 0        |
| Wolverhampton Wanderers | 2019–2020        | Premier League                   | 3         | 0         | 1    | 0     | 2        | 0        | 5     | 0     | 11       | 0        |
| Wolverhampton Wanderers | 2020–2021        | Premier League                   | 18        | 0         | 2    | 0     | 0        | 0        | —     | —     | 20       | 0        |
| Wolverhampton Wanderers | 2021–2022        | Premier League                   | 30        | 1         | 2    | 0     | 2        | 0        | —     | —     | 34       | 1        |
| Wolverhampton Wanderers | 2022–2023        | Premier League                   | 37        | 0         | 0    | 0     | 4        | 0        | —     | —     | 41       | 0        |
| Wolverhampton Wanderers | Összesen         | Összesen                         | 89        | 1         | 5    | 0     | 8        | 0        | 5     | 0     | 107      | 1        |
| Karrier összesen        | Karrier összesen | Karrier összesen                 | 153       | 4         | 6    | 0     | 8        | 0        | 13    | 0     | 180      | 4        |